# Toren van Babel

Pieter Bruegel de Oude, de toren van Babel

De toren van Babel is een mythisch bouwwerk uit de Hebreeuwse Bijbel. Het verhaal in Genesis 11:1-9 over de toren van Babel is heel oud. Reeds de vroege joods-hellenistische historicus Eupolemos (begin 2e eeuw v.Chr.) schreef al over "de bekende toren".

## Het verhaal
In het verhaal in Genesis 11:1-9 werd er op aarde nog één taal gesproken en trokken na de zondvloed alle mensen "in oostelijke richting" en vestigden zich op de vlakte van Sinear. Daar bakten ze stenen en zeiden:
'Laten we een stad bouwen met een toren die tot in de hemel reikt. Dat zal ons beroemd maken, en we zullen niet over de hele aarde verspreid raken.' Maar toen daalde de Heer af om te kijken naar de stad en de toren die mensen aan het bouwen waren.
God veroorzaakte een spraakverwarring, zodat de mensen, die eerst één taal hadden, elkaar niet meer konden verstaan. De bouw van de stad en de toren werden gestaakt. God verspreidde vervolgens de mensen over de aarde. De stad kreeg de naam Babel.
In Jubileeën 10:26 staat dat de toren door een sterke wind omver werd geblazen. Volgens het Boek der Rechtvaardigen zou een derde deel van de toren zijn blijven staan.

## Etymologie
De vertaling van מגדל in Genesis 11:4 met "toren" is onzeker. Het woord wordt in de Hebreeuwse Bijbel gebruikt als citadel (vergelijk Rechters 9:46-49).
De opvallende woordverbinding עיר ומגדל, "stad en citadel" (vergelijk Genesis 11:5) kan duiden op een ommuurde stad, waarin een verhoogde, van ver zichtbare citadel of akropolis staat. Dat komt overeen met beelden uit het oude Zuidwest-Azië en uit het Oude Egypte. Van een dergelijke citadel zou een stadspaleis, hoofdtempel of andere gebouwen deel kunnen uitmaken.
In de Hebreeuwse tekst is er een woordspel met de naam "Babel" en het woord voor 'verwarring brengen'.

### Babylonische spraakverwarring
Uit deze ontstaansgeschiedenis van de talen is de uitdrukking "Babylonische spraakverwarring" (een situatie waarin allen door elkaar praten en niemand er meer wijs uit wordt) voortgekomen.

## Mogelijke locatie
De beschrijving van een "vlakte in Sinear" (Genesis 11:2) roept het beeld op van een landschap in Mesopotamië. De bouwtechnische uitdrukkingen in Genesis 11:3 passen bij het handwerk dat in Mesopotamië werd toegepast, zoals het gebruik van kleiblokken als stenen en aardpek (bitumen) als specie. De relatief open locatie-aanduidingen zoals "daar" (Genesis 11:2) en "van daar" (Genesis 11:8,9b) worden pas aan het eind van het verhaal expliciet gemaakt: "Zo komt het dat die stad Babel heet" (Genesis 11:9a). De naam "Babel" (bābæl) wordt hier door de "verwante" klank verklaard: bālal. Het gaat voorbij aan de betekenis die de Babyloniërs er zelf aan gaven: zij wilden Bābili(um) als bāb ili / ilī, "poort van God of de goden" interpreteren (van de lange vorm bāb ilāni werd het Griekse Βαβυλών, "Babylón" afgeleid). Aan de ene kant geeft de etiologie in Genesis 11:9a de naam (vergelijk Genesis 11:4) van de beroemde stad een kleinerende connotatie. Aan de andere kant kan niet met absolute zekerheid worden uitgesloten dat de tekst moet worden gelezen als de Babylonische interpretatie van de naam: Babylon was de toegangspoort voor JHWH om mensen "over de hele aarde" te brengen.
Op een stele zijn vermeldingen gevonden van een ziggoerat, een trapvormige tempeltoren, die Etemenenanki werd genoemd, begonnen door de Babylonische koning Nabopolassar en voltooid door diens zoon Nebukadnezar II. Dit staat voor: Het Huis der grondvesting van hemel (An) en aarde (Ki). Nabopolassar vestigde een nieuwe Babylonische dynastie (Nieuw-Babylonische Rijk), nadat het Midden-Babylonische Rijk in 689 v.Chr. door de Assyriërs onder Sanherib was verwoest. Nabopolassar herstelde de verwoeste stad Babylon en dankte de god Mardoek (Bel of Baäl) voor dit herstel.
Deze ziggoerat met een gigantische uitstekende trap, was 91 meter hoog en mat op een basis 91 bij 91 meter. De toren hoorde bij de tempel van Mardoek, de voornaamste god van Babylonië. De Babyloniërs noemden hun toren Babibli. Volgens sommige historici, zoals Stephen L. Harris, vormde deze toren de basis van de mythe van de toren van Babel. Later bouwde Nebukadnezar nog een ziggoerat, in Borsippa (Birs Nimrud), die ook met de Toren van Babel wordt geïdentificeerd, omdat deze nog gedeeltelijk overeind staat.
Ten tijde van Alexander de Grote was de toren van Babylon bouwvallig geworden. De Macedonische veroveraar besloot haar te herbouwen, tweemaal zo groot. Maar toen ze was afgebroken, overleed Alexander, en ook zijn opvolgers kwamen niet meer toe aan het project.

## Talmoed
Hoewel Nimrod niet wordt genoemd in het verhaal over de toren van Babel, bracht de joodse traditie hem hier al vroeg mee in verband.
In de apocriefen is de toren het werk van Nimrod, vurig jager, meedogenloze koning, en achterkleinzoon van Noach. Ter verheerlijking van zijn macht bouwde hij een piramide op een ronde rots, daarbij troon zettend op troon, eerst van koper, dan van zilver, van goud en ten slotte een groot juweel. Daar zat hij om eer te ontvangen van alle volkeren waarover hij heerste. Hij wilde de hemel aanvallen uit wraak voor het verdrinken van zijn voorouders in de zondvloed. Nimrod wilde JHWH uit de hemel werken en hem vervangen door idolen van steen of hout. De toren rees al gauw 70 mijl de lucht in en Nimrods boogschutters schoten pijlen af in de lucht. Engelen wierpen de pijlen terug, druipend van het bloed. Zo lieten ze Nimrod in de waan dat hij de hemelbewoners had gedood. JHWH legde een valstrik. JHWH daalde met zijn engelen ongezien neer op de toren en veranderde de taal van de werklui in 70 verschillend talen. Het bouwproject moest worden gestaakt, omdat de werklui elkaar niet meer konden verstaan. Nimrod moest zijn toren verlaten en die brokkelde vervolgens af.
Volgens onder meer de Talmoed is de toren blijven staan en terug te vinden in Borsippa, te weten de ziggoerat Birs Nimrud, hoewel hedendaagse archeologen die toeschrijven aan Soemero-Akkadische bouwers ter ere van hun god Nabu.

## Ontstaan

### Verhaallagen
Gunkel ging uit van twee bronnen die aan de vertelling ten grondslag liggen: een "stadsverhaal" met het thema spraakverwarring (Genesis 11:1,3a,4a,5a,6a,7,8b,9a) en een "torenbouwverslag" met het thema verstrooiing (Genesis 11:2,4a,b,3b,5a,b,6a,8a,9b). Deze these werd vaak overgenomen en bijgesteld.
Verdere literair-historische verklaringen volgden: men nam een vervlechting van de verschillende thema's in verschillende lagen in de geschiedenis van de traditie zelf aan, als een voorgeschiedenis van het verhaal als zodanig. Anderen herkenden in de schriftelijke lagen één tot drie redactionele ingrepen, waarbij de verschillende modellen tot onderscheiden conclusies leiden. Zo meende Seybold dat een "etiologische verklaring van de stichting van Babel" met het thema spraakverwarring eerst werd omlijst, daarna uitgebreid tot een vertelling over de oertijd gevormd (door de Jahwist: Genesis 11:1,6,9a) en vervolgens vermengd werd met het thema verstrooiing (Genesis 11:4b,8a,9b). Witte meende daarentegen dat een heel korte etiologie van Babel door een redacteur omvangrijk werd uitgebreid.
Budde, Jacob en Cassuto gingen uit van een eenheid van de vertelling. De tekst werd deels bewust als een eenheid gelezen of de vraag over een ontstaansgeschiedenis van het verhaal werd eenvoudig onbesproken gelaten.
Dat er geen eenduidige interpretatie kan worden gevonden, heeft zeker te maken met de beoordeling of spanningen (bijvoorbeeld of er twee motieven zijn voor het bouwen van de toren: een naam maken en niet verstrooid worden - Genesis 11:4), dubbelingen (zo daalt JHWH tweemaal af - Genesis 11:5,7) en dergelijke alleen door een ontstaansgeschiedenis kunnen worden verklaard of dat zulke fenomenen ook anders kunnen worden verklaard. Weer anderen vermoeden dat de gekunstelde structuur literair-historische vragen irrelevant maakt.

### Historische plaatsing
Bij de plaatsing in de tijd van het verhaal werden bij het onderzoek lang eerdere verklaringsmodellen als uitgangspunt genomen, die verklaarden hoe de Pentateuch zou zijn ontstaan, zoals de documentaire hypothese. Het verhaal van de toren van Babel werd daarbij vrijwel altijd aan de zogenoemde Jahwist toegeschreven. Tegen het einde van de 20e eeuw werden pogingen gedaan een nauwkeuriger datering te bereiken.
Uehlinger gaf voor zijn redactie-historisch model de meest gedetailleerde historische attributie: de auteur van een diepe laag van het verhaal had de machtstoename van het Assyrische rijk onder Tiglat-Pileser III (745-727 v.Chr.) en Sargon II (721-705 v.Chr.) waargenomen, wist van de plotselinge val van Sargon en het daarmee verbonden opgeven van de nieuwe hoofdstad Dur-Šarrukin en had op basis daarvan een paradigma ontwikkeld inzake de tegenstand van JHWH tegen menselijke aanspraak op wereldheerschappij. De eerste redacteur paste de tekst (Genesis 11:1b,3*,9a) toe op de grootmacht Babylon en, in de tijd van de Babylonische ballingschap of kort daarna, als kritiek op de bouwprojecten van Nebukadnezar II (605-562 v. Chr.) in Babylon en als reactie op zijn aanspraak op wereldheerschappij. Het plaatsen in de voor-priesterlijke oergeschiedenis (Genesis 11:2) maakte van de politieke vertelling een mythologisch verhaal over de oertijd. Een latere redacteur voegde (waarschijnlijk in de 5e eeuw v.Chr.) de idee in (Genesis 11:4b,8a,9b) van de Perzische koningen van een wereldrijk en gaf aan de veelheid aan talen en volkeren een positieve duiding, in lijn met de volkenlijst in Genesis 10. Uehlinger brengt hierbij deels oud-oriëntaals materiaal en overeenkomstige tradities naar voren die de betekenishorizon vormen. Maar niets in Genesis 11:1-9 wijst op een koninkrijk; Assyrische en Perzische achtergronden kunnen hoogstens indirect worden waargenomen.
Witte ziet het werk van omvangrijke redactie als een verwijzing naar de poging van Alexander de Grote (336-323 v.Chr.) om met 10.000 soldaten Babylon en haar ziggoerat opnieuw op te richten, ditmaal als hoofdstad van het Macedonische Rijk, om daarmee zijn "culturele vermengingspolitiek te steunen". Genesis 11:1-9 richt zich tegen een dergelijke "eenheidscultuur". Genesis 11:1-9 lijkt echter uit te gaan van het vestigen van een nieuwe metropool. Alle exacte dateringen van het verhaal zijn zeer hypothetisch.
Nog los van de ontstaanstijd moet in aanmerking worden genomen hoe het verhaal in de tijd-ruimte wordt geplaatst, namelijk door de aanduidingen "Sinear" en "Babel". Hierin zou de periode van de Babylonische ballingschap kunnen doorschemeren, of een periode na de ballingschap. Maar het hoeft niet met zekerheid te duiden op de Babylonische periode, het kan ook als paradigma zijn toegepast op een analoge situatie. De ballingschap door een onderdrukker als Babylon zou een territoriale ontworteling in een andere context kunnen afbeelden. "Bouwstop" en "verstrooiing" zouden bevrijdend kunnen zijn voor degenen in een dergelijke situatie: zij die werden gedeporteerd uit Israël, Juda en de omringende landen zouden zich hiermee kunnen identificeren. Een "bevrijding van een juk van een gehate dwangstaat" klinkt hierin door.
In de Joodse Mystiek wordt dit verhaal ook wel vergeleken met het verhaal van de ondergang van Atlantis zoals Plato het overgeleverd heeft. Ook hier gaat het om een bevolking die als het ware streeft om aan God gelijk te zijn c.q. zichzelf als goden beschouwt en alszodanig wil handelen. Bij Plato schemert door dat men zich ook door manipulatie via taal en cultuur als goden gedraagt, hetgeen tot de ondergang leidt zoals de toren van Babel. Achter beide zit het protest van de mens die zich boven de ander verheft en de ongelijkwaardigheid die ontstaat tussen mensen door de hoogmoed.

## Toren van Babel in de kunst

### Schilderkunst

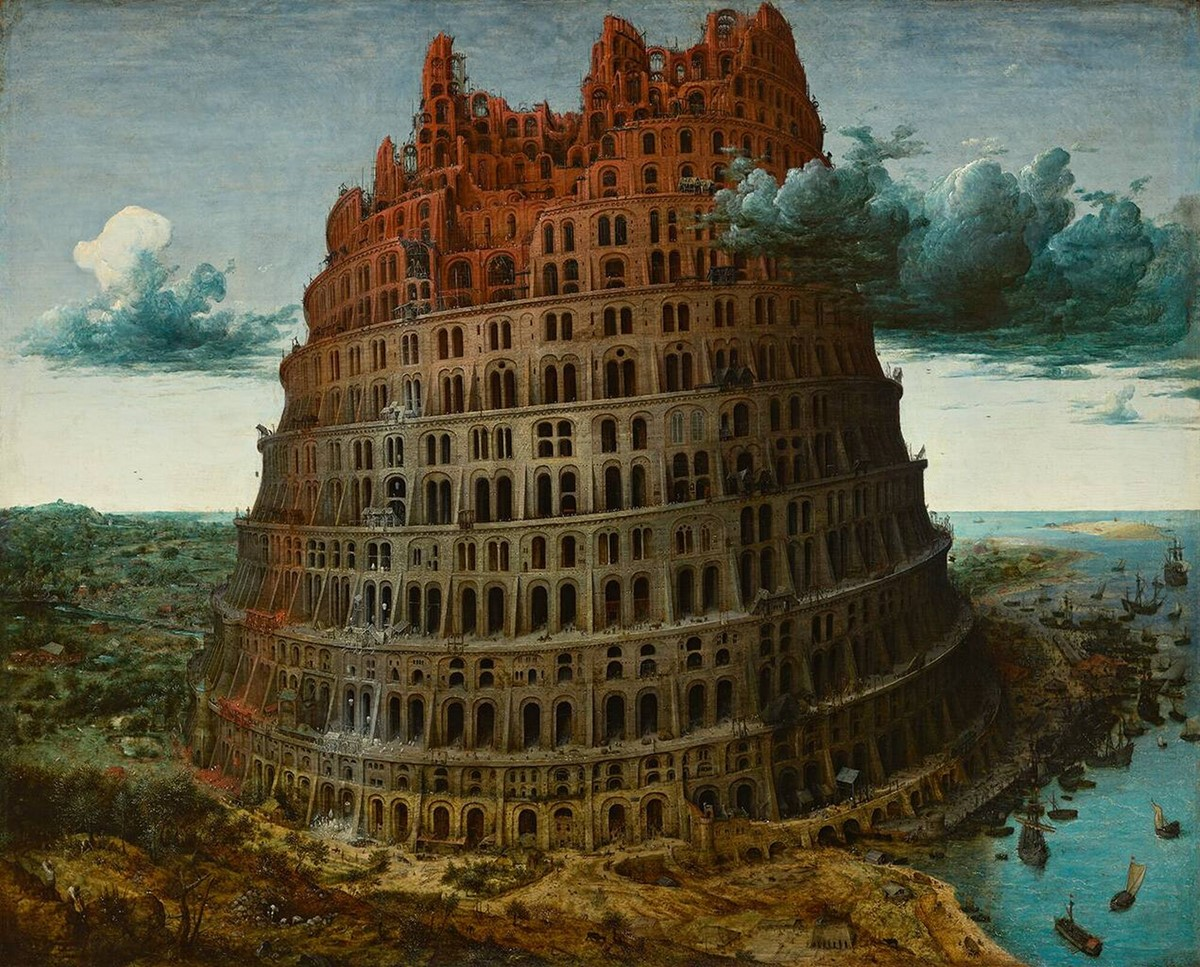
De kleine Toren van Babel, Pieter Bruegel, 1563

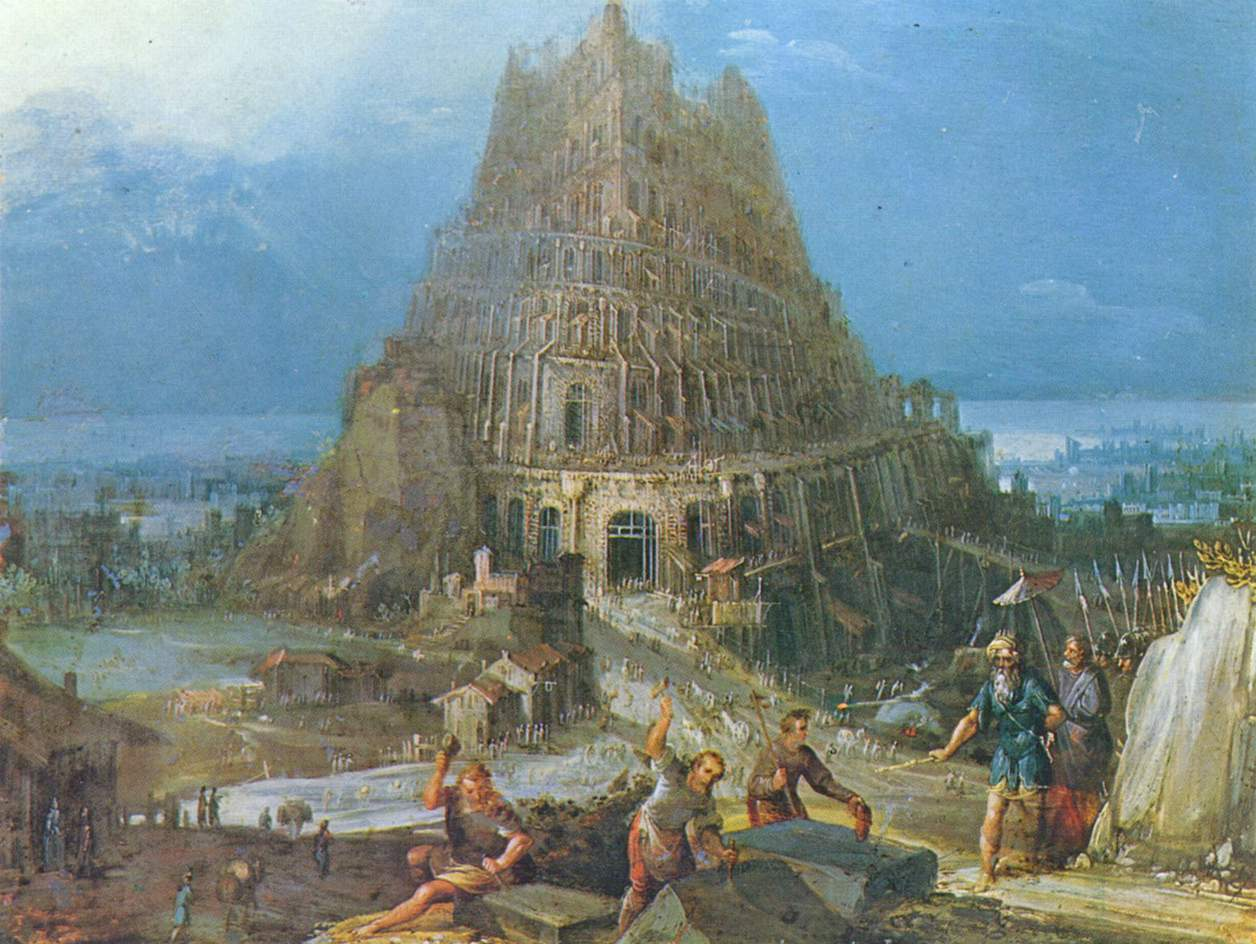
Pieter Bruegel de Oude, de bouw van de toren

Verscheidene schilders verbeeldden de Toren van Babel.
- Pieter Bruegel de Oude maakte drie beroemde schilderijen van de Toren van Babel, waarvan het derde verloren is gegaan. Nog over zijn:
  - de kleine Toren van Babel, 1563, te zien in het Museum Boijmans Van Beuningen te Rotterdam (zie de bovenste afbeelding hiernaast);
  - de grote Toren van Babel, 1563, te zien in het Kunsthistorisches Museum te Wenen

Ongeveer in dezelfde tijd, en ook kort na hem, schilderden verscheidene andere Vlaamse schilders tegen het eind van de 16e eeuw hun eigen visies, zoals:
- Hans Bol - De Toren van Babel, laatste decennium van de 16e eeuw, nu in het Museum voor Oudheidkunde en Sierkunst en Schone Kunsten in Kortrijk.
- Paul Bril - De bouw van de Toren van Babel, ongeveer 1600, in het Museum zu Berlin.
- Hendrick van Cleve III, 4 schilderijen van 1563.
  - De Toren van Babel, tweede helft 16de eeuw, in het Rijksmuseum Twenthe in Enschede.
- Lucas van Valckenborch
  - De Toren van Babel, 1594, in het Louvre in Parijs.
  - Turmbau zu Babel, 1595, in het Mittelrhein-Museum in Koblenz.
- Marten van Valckenborch
  - De Toren van Babel, 1595 in de Staatliche Kunstsammlungen Dresden.
  - De Toren van Babel, 1595, in de Museo Nacional de Bellas Artes de La Habana, Havana.
  - De bouw van de toren van Babel, rond 1600, privé verzameling.
  - De Toren van Babel, rond 1600, in het Towneley Hall Art Gallery and Museum, Burnley.

### Afbeeldingen

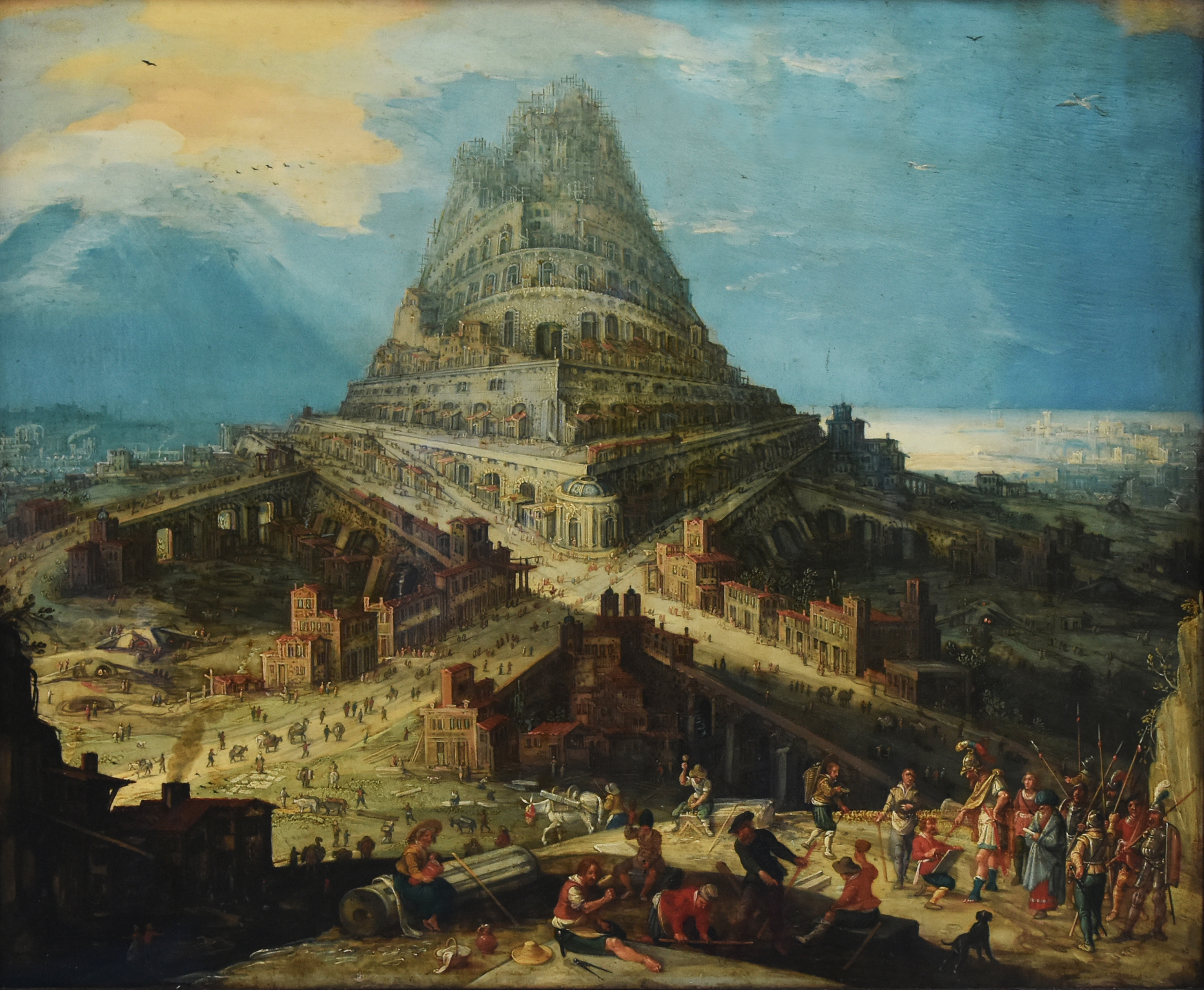
Toren van Babel van Hendrick van Cleve III in het Kröller-Müller Museum
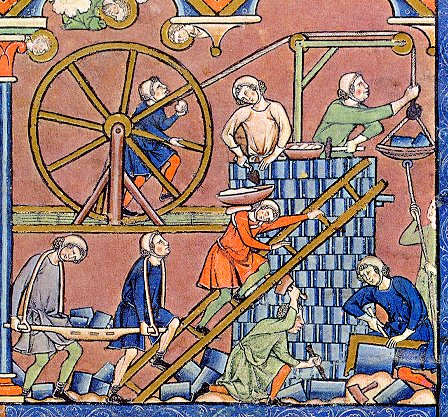
Toren van Babel, Maciejowski
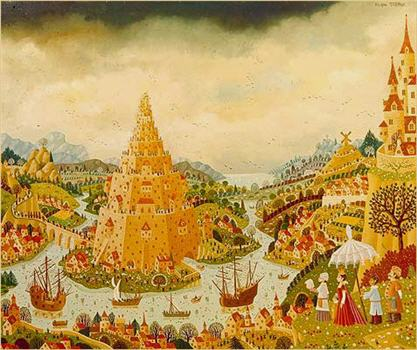
Toren van Babel
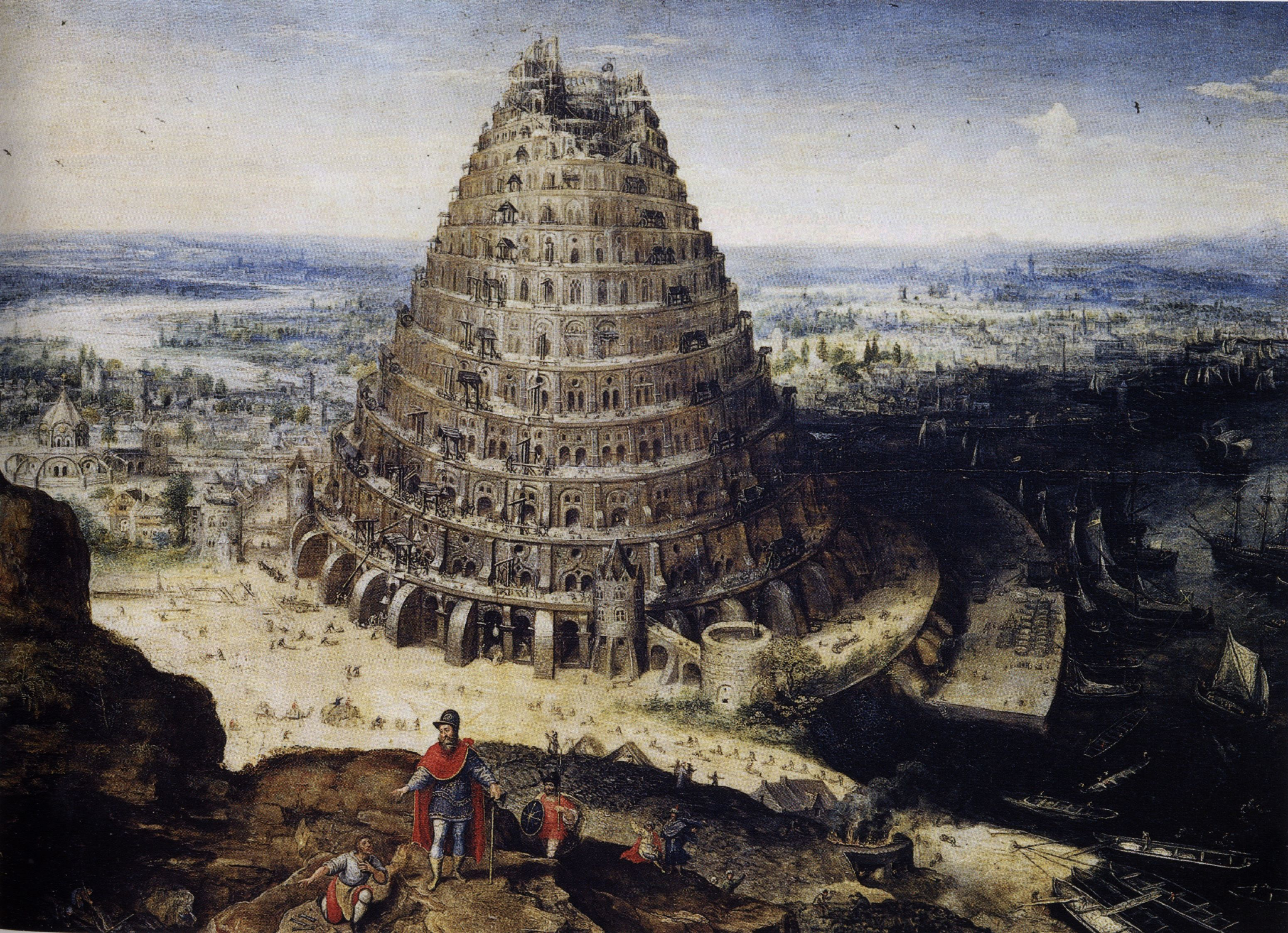
De toren van Babel, Lucas Van Valckenborch, 1594
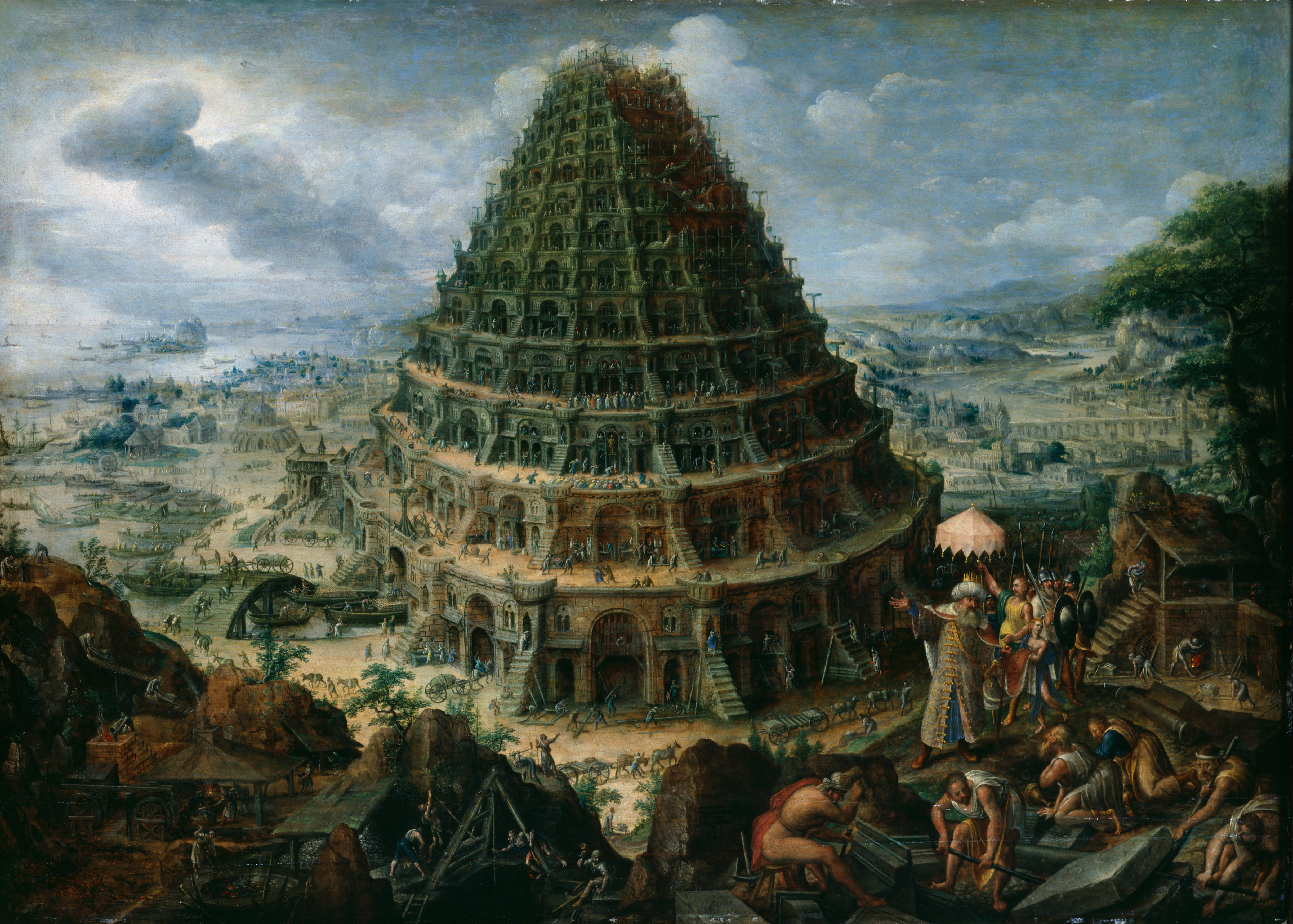
De toren van Babel, Marten van Valckenborch, 1595
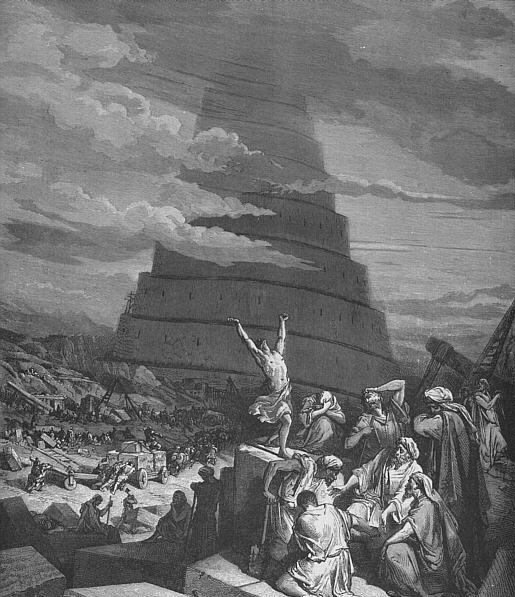
Toren van Babel
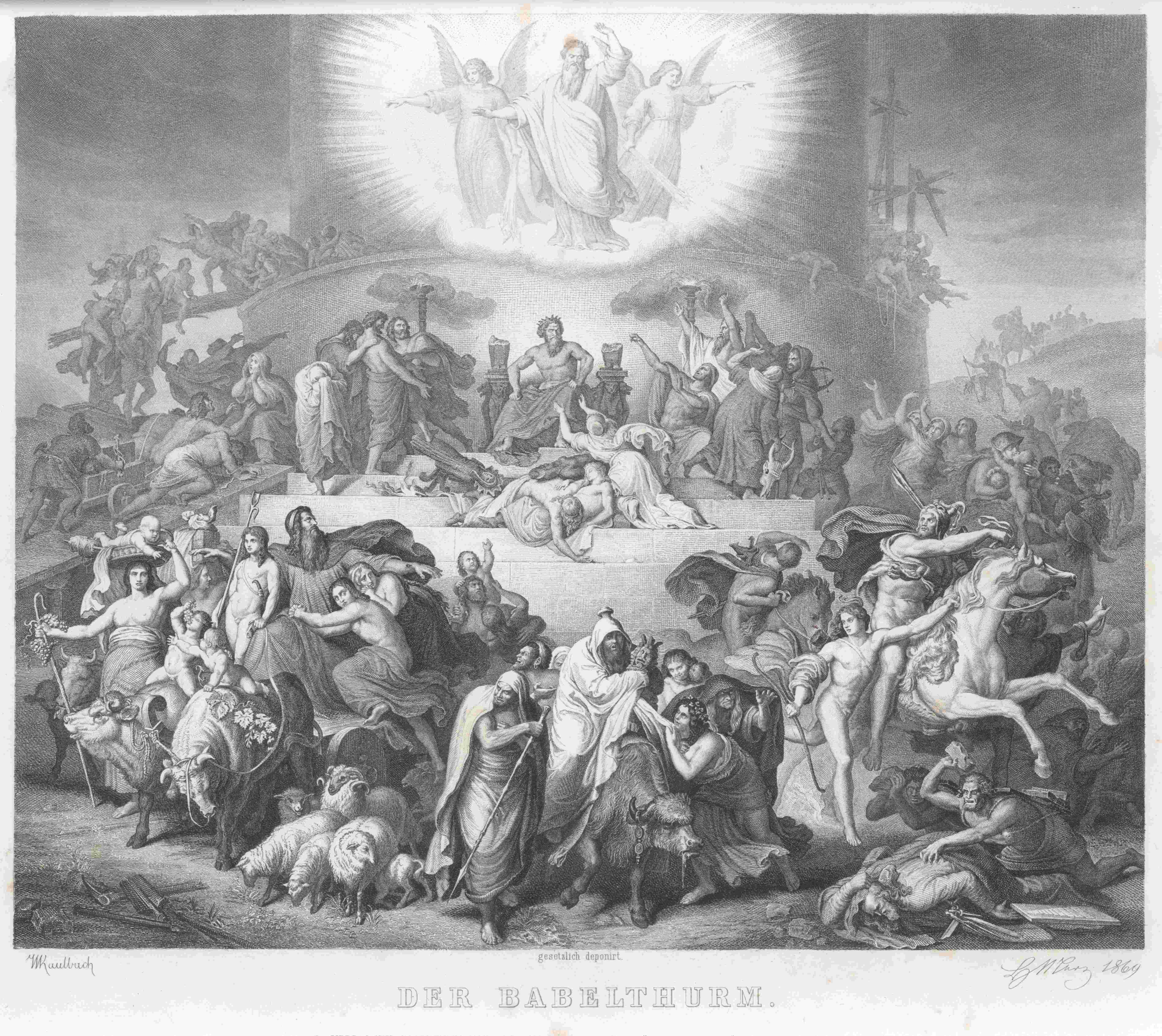
De toren van Babel
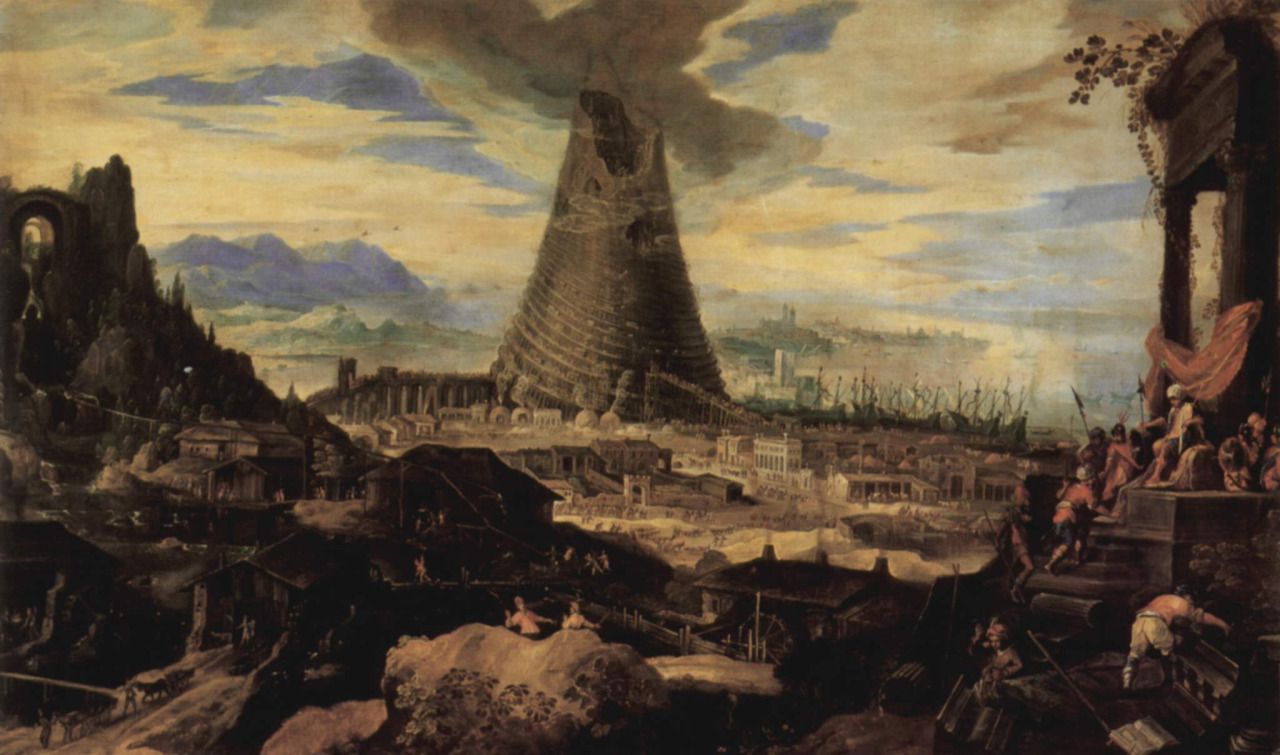
Toren van Babel, Lodewyk Toeput
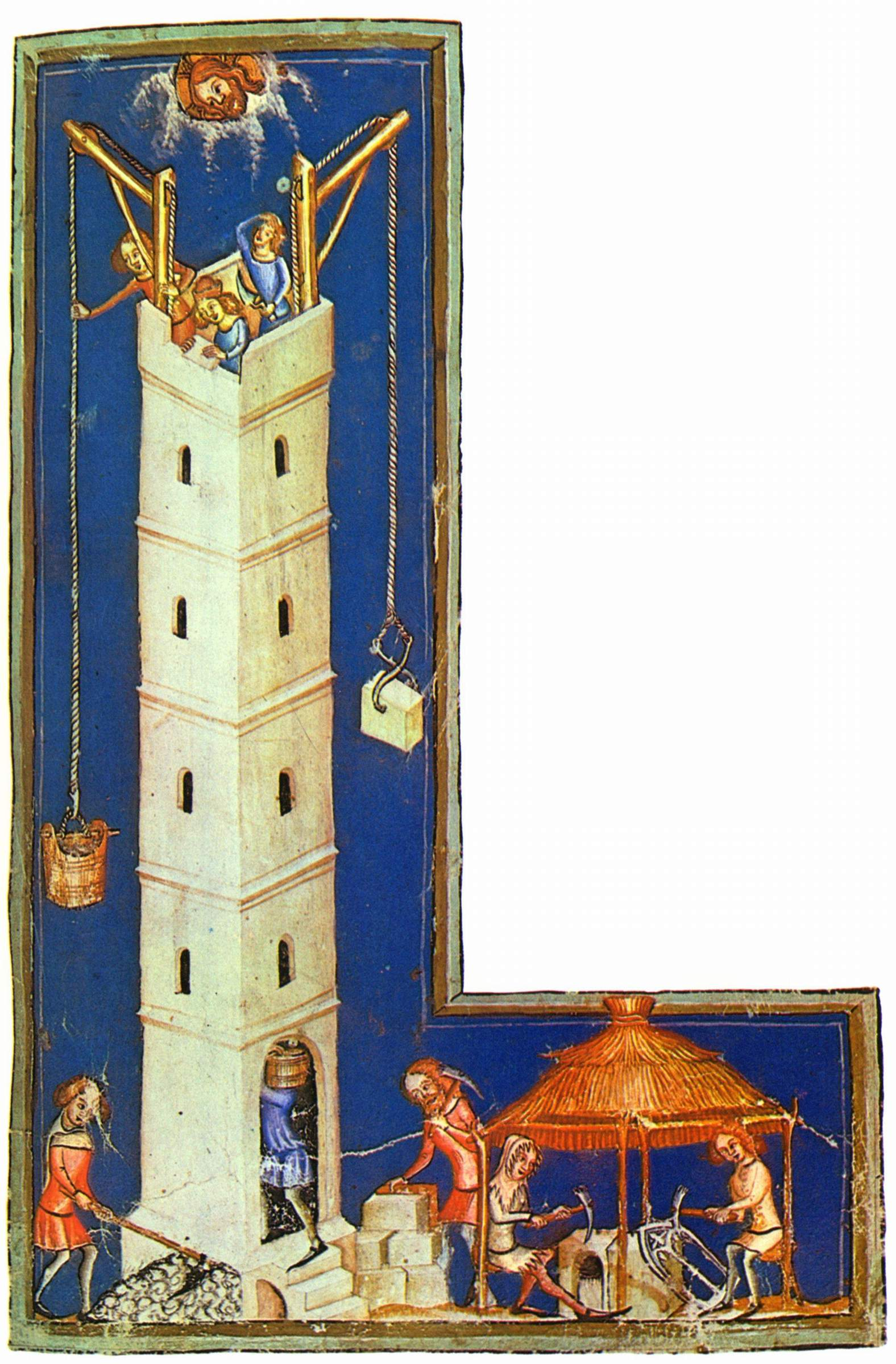
De bouw van de toren
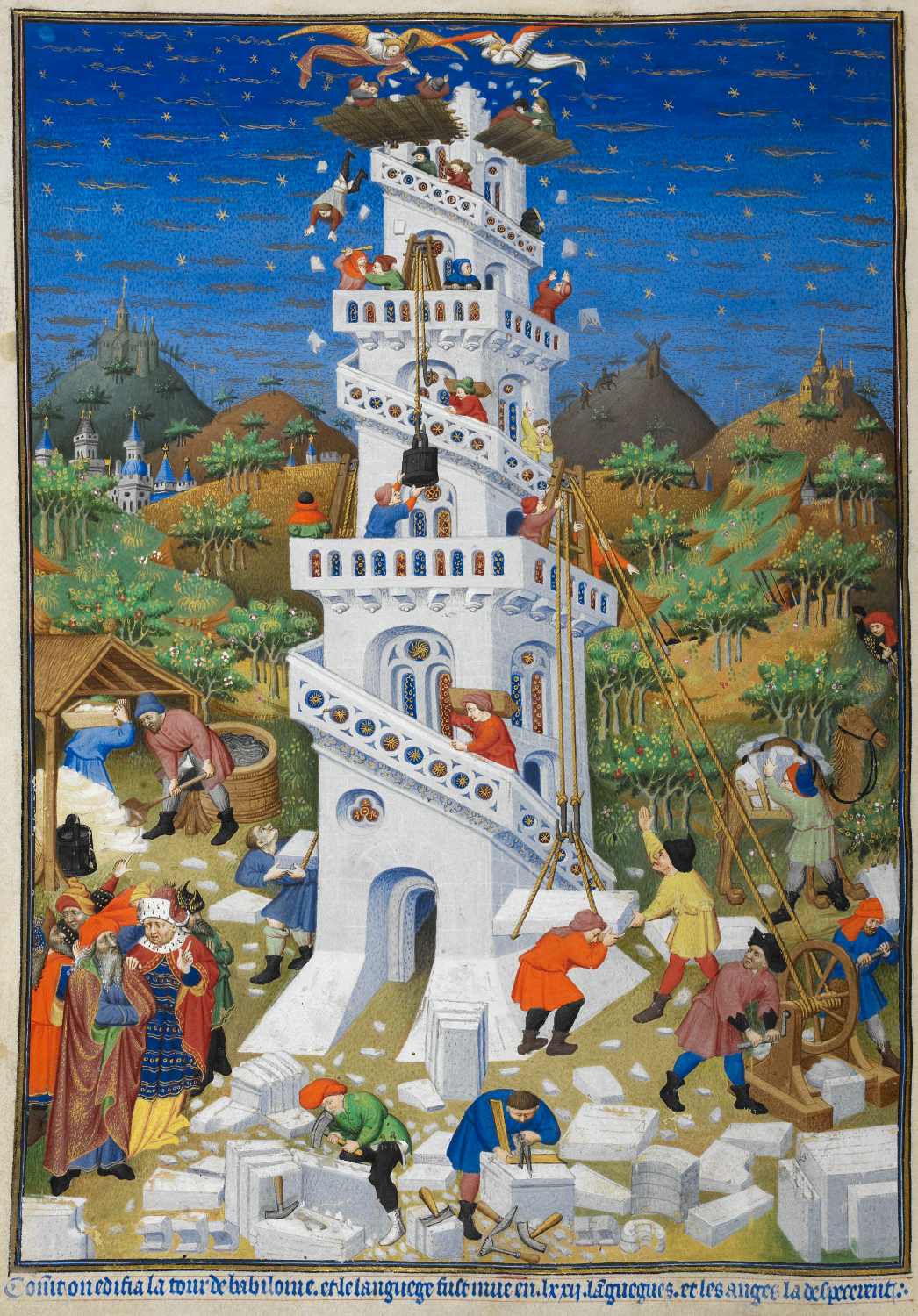
De toren van Babel